# Mesosa laosensis
Mesosa laosensis là một loài bọ cánh cứng trong họ Cerambycidae.